# 탐구
탐구(探究, inquiry)는 지식을 논증하는 것, 의념을 해소하는 것, 내지는 문제 해결을 목적으로 한 사고과정이다. 탐구 이론은 다양한 형태의 탐구 및 각 형태의 탐구가 그 목적을 달성하는 방법의 취급에 대한 설명이다.

## 실용주의 패러다임에 대한 탐구
찰스 샌더스 퍼스, 윌리엄 제임스, 존 듀이 등의 실용주의 철학에서 탐구는 논리학의 규범적 과학과 밀접하게 연관되어 있다. 초기에 실용주의 모델 또는 탐구 이론은 이마누엘 칸트의 약간의 도움을 받아 퍼스에 의해 고전 논리학의 원재료에서 추출되었으며 조지 불, 오거스터스 드 모르간 및 기호 논리학의 초기 개발과 병행하여 개선되었다. 퍼스 자신이 과학적 추론의 본질과 행위에 관한 문제를 다루었다. 퍼스는 아리스토텔레스의 개념을 차용하여 일반적으로 귀추적 추론, 연역적 추론, 귀납적 추론으로 알려진 탐구에서 역할을 하는 추론의 세 가지 기본 모드를 조사했다.
대략적으로 말하면, 귀추법은 관심 현상이나 우려되는 문제에 대한 대응으로 가능성 있는 가설이나 초기 진단을 생성하는 데 사용되는 반면, 연역은 선택된 항목의 관련 결과를 명확하게 하고, 도출하고, 설명하는 데 사용된다. 가설, 귀납법은 데이터의 합에 대한 예측의 합을 테스트하는 데 사용된다. 추론의 일반적인 영역을 세 가지 특수한 부분으로 나누는 추론 유형에 대한 고전적이고 실용적인 처리는 단지 두 부분만 고려하는 설명과는 다르게 이성의 환경을 특성화하는 데 도달한다는 점을 관찰할 필요가 있다.
이 세 가지 프로세스는 일반적으로 순환 방식으로 작동하여 문제의 탐구를 촉발한 불확실성과 어려움을 줄이기 위해 체계적으로 작동하며, 이러한 방식으로 탐구가 성공하는 정도까지 지식이나 기술의 증가로 이어진다.
실용적 사고 방식에서는 모든 것에는 목적이 있으며, 각 사물의 목적은 그것에 대해 가장 먼저 주목해야 하는 것이다. 탐구의 목적은 의심을 줄이고 믿음의 상태로 이끄는 것인데, 그 상태에 있는 사람은 일반적으로 이를 지식이나 확정성이라고 부른다. 탐구의 목적에 기여하는 세 가지 종류의 추론은 전체로서만 이해될 수 있는 순환을 설명하며, 세 가지 추론 중 어느 것도 다른 추론과 분리되어 완전히 의미가 없다는 점을 이해해야 한다. 예를 들어, 납치의 목적은 추론이 설명할 수 있고 유도가 평가할 수 있는 종류의 추측을 생성하는 것이다. 이는 가설 생산에 온화하지만 의미 있는 제약을 가한다. 왜냐하면 그것은 이성에 굴복하고 현실과의 싸움에서 패배하면 굴복하는 설명에 대한 터무니없는 추측이 아니기 때문이다. 비슷한 방식으로, 다른 추론 유형 각각은 전체 탐구 주기에서 적절한 역할에 따라서만 그 목적을 실현한다. 이러한 프로세스를 서로 추상화하여 연구하는 것이 아무리 필요하더라도 탐구의 무결성은 주요 구성 요소의 효과적인 모듈성에 강력한 제한을 둔다.
『논리학: 탐구 이론』(Logic: The Theory of Inquiry)에서 존 듀이(John Dewey)는 탐구를 “불확실한 상황을 원래 상황의 요소들을 통합된 전체로 변환할 정도로 구성 요소의 구별과 관계가 매우 결정적인 상황으로 통제되거나 지시된 변형”이라고 정의했다. 듀이와 퍼스의 탐구 개념은 사고체계를 넘어 확장되어 탐구의 사회적 성격을 통합했다. 이러한 아이디어는 탐구 공동체 개념에 요약되어 있다.

## 같이 보기
- 귀추법
- 연역법
- 귀납법
- 지식
- 찰스 샌더스 퍼스
- 문제 해결
- 논